# Elzach
Elzach är en stad i Landkreis Emmendingen i regionen Südlicher Oberrhein i Regierungsbezirk Freiburg i förbundslandet Baden-Württemberg i Tyskland.
Staden ingår i kommunalförbundet Elzach tillsammans med kommunerna Biederbach och Winden im Elztal.